# Equipe israelense na Copa Billie Jean King
A equipe israelense na Copa Billie Jean King representa Israel na Copa Billie Jean King, principal competição de tênis feminina por equipes do mundo. É administrada pela Israel Tennis Association.

## História
Israel competiu pela primeira vez em 1972. Seu melhor resultado foi a disputa do Grupo Mundial de 2008.

## Última escalação
Para o Grupo II da Europa/África de 2023, em abril:
- Lina Glushko
- havit Kimchi
- Mika Buchnik
- Mika Dagan Fruchtman